# (9034) Oleyuria
(9034) Oleyuria est un astéroïde de la ceinture principale.

## Description
(9034) Oleyuria est un astéroïde de la ceinture principale. Il fut découvert le 26 août 1990 à Naoutchnyï par Lioudmila Jouravliova. Il présente une orbite caractérisée par un demi-grand axe de 2,64 UA, une excentricité de 0,08 et une inclinaison de 9,4° par rapport à l'écliptique.

## Compléments